# Pøbel
Pøbel (pronunciación en noruego: /ˈpø̀ːbl̩/; del latín populus que significa "folk" o "gente") es el seudónimo de un artista noruego anónimo. Su trabajo incluye pinturas, fotografías, esculturas, placemaking y proyectos en sitios específicos. Es originario de Jæren, Noruega.

## Carrera
Obtuvo repercusión nacional por primera vez en Noruega a mediados de la década de 2000 por decorar edificios abandonados en las Islas Lofoten en el norte de Noruega, trayendo el arte urbano a las áreas rurales y la naturaleza, lo que provocó un debate sobre el significado del arte callejero. Desde entonces, ha estado involucrado en numerosos proyectos de arte y también ha creado obras de exhibición.
Sus obras de arte público se pueden encontrar en varios lugares del mundo; Escandinavia, Reino Unido, Islandia, EE. UU., India, Tailandia, China, Japón, Rusia, Perú y más.

### Primeros años
Pøbel comenzó aprendiendo por sí mismo técnicas de esténcil y comenzó a pintar en 1999. Algunas de sus primeras obras aparecieron en Noruega en la ciudad de Stavanger y más tarde en Bergen. En 2006 creó cierta controversia cuando pintó con aerosol un cachalote muerto que se había varado y se estaba descomponiendo en la orilla en Eggum, Lofoten. En 2008 participó en la exposición Banksy's Cans Festival.

Pøbel - Mariposa en Lofoten, Noruega

Pøbel comenzó a utilizar su seudónimo cuando era adolescente.

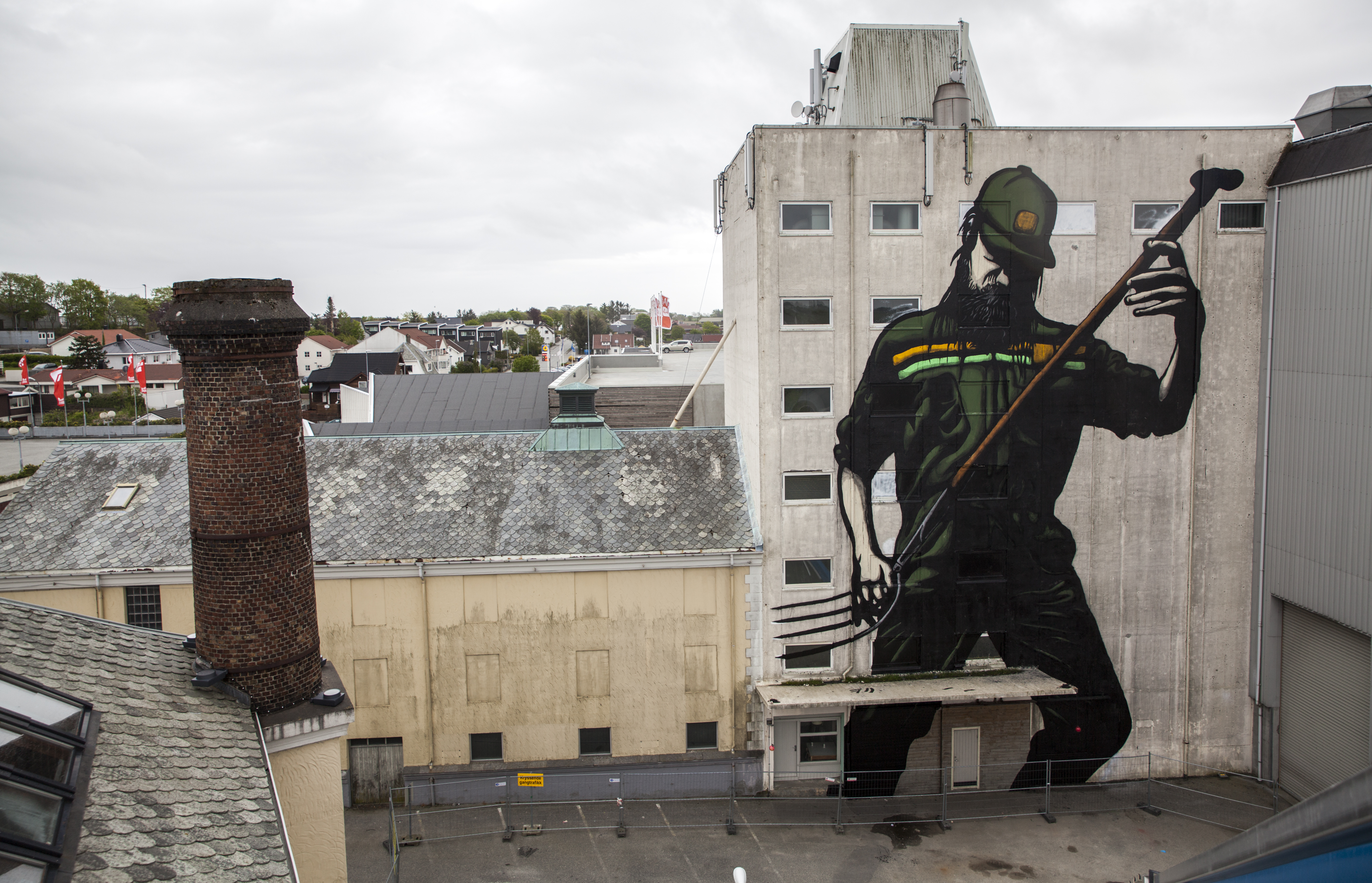
The Stardom Glow (2015) Pøbel, Bryne, Noruega

## Obras

### Trabajos en Lofoten
En 2006 comenzó el proyecto de arte "Øde dekor" ("Decoraciones desoladas") junto con un amigo llamado Olav Kvalnes.
El proyecto "Øde dekor" se pensó originalmente como una broma situacional; solo se pintó una casa, luego se distribuiría un catálogo de edificios abandonados con obras de arte inexistentes superpuestas en las paredes, para atraer tanto a turistas como a lugareños a sitios lejanos donde solo encontrarían casas viejas desmoronadas. La idea era hacer pensar a la gente sobre el significado de los edificios vacíos y la despoblación de las zonas rurales del norte de Noruega. Pero Kvalnes fue aceptado en la escuela de arquitectura y el proyecto nunca se terminó. Sin embargo, Pøbel decidió seguir adelante por su cuenta y pintar las casas.

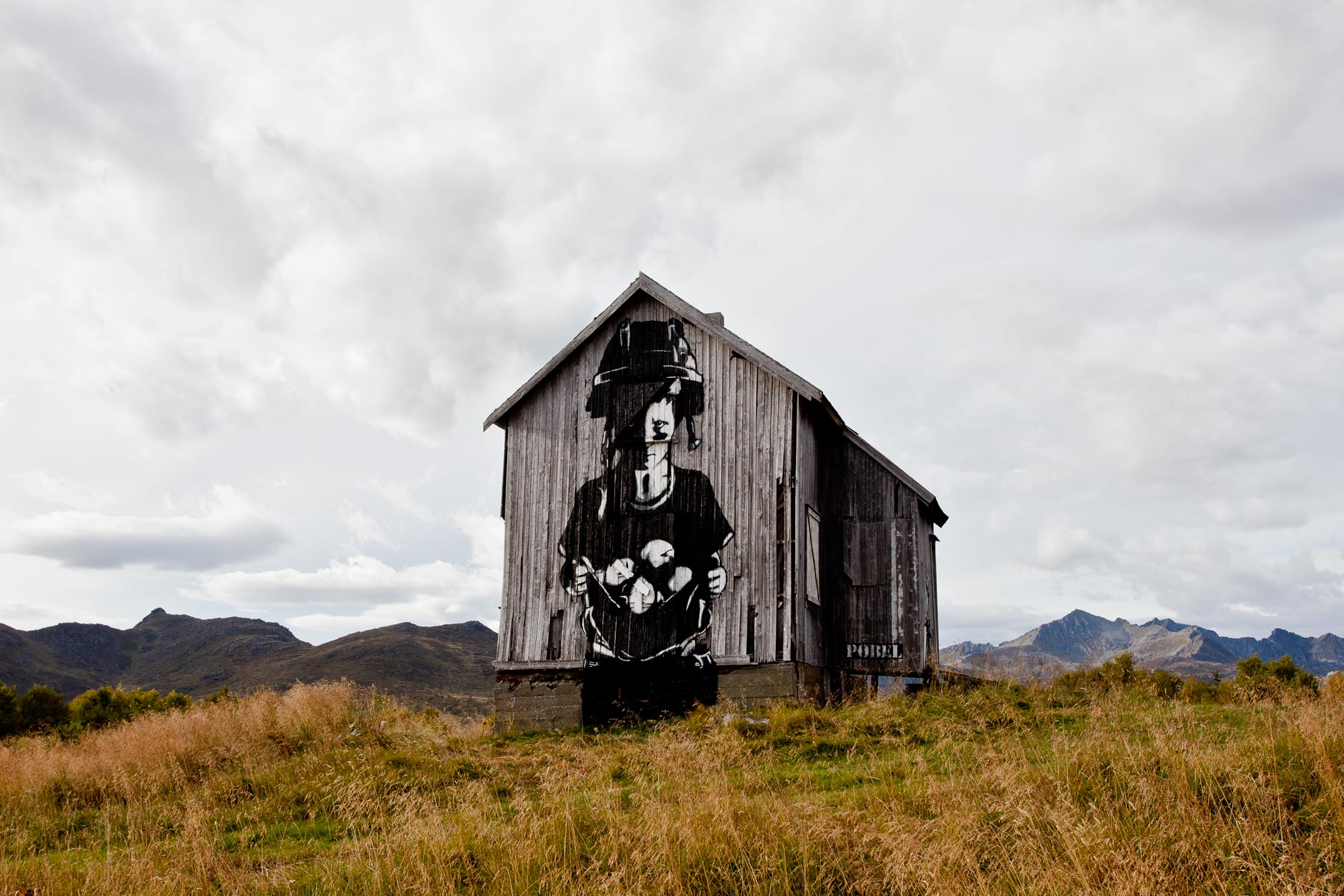
Pøbel - Lofoten, Noruega 2010

En 2007, el artista Dolk fue invitado a ayudar a organizar el proyecto, que luego pasó a llamarse "Ghetto spedalsk" ("Leproso del Ghetto"), destinado a ser un gran festival de arte. La idea era invitar a más artistas a pintar varios edificios en un corto período de tiempo, pero problemas prácticos como el tamaño del área y la distancia entre las casas hicieron que cancelaran sus planes. Sin embargo, en el transcurso de un par de años, Pøbel y Dolk pintaron una docena de casas en las islas Lofoten.
En 2010, la emisora estatal noruega NRK dedicó un episodio completo de su programa de arte semanal "Nasjonalgalleriet" al arte callejero y al "Ghetto spedalsk".
Una de las obras de Pøbel fue robada; el artista pintó cuatro paredes en Vestvågøy, Noruega, y una de ellas desapareció en su totalidad.

Pøbel - Pescador fumando en pipa - Henningsvær, Noruega

### Komafest
En julio de 2012, Pøbel creó, junto con el NNKS (Centro de Artistas del Norte de Noruega) "Komafest", una continuación de "Øde dekor". Vardø, la ciudad más al noreste de Noruega, una vez nombrada la ciudad más fea del país, había sufrido una disminución constante de la población desde la década de 1960 debido a una crisis en su industria pesquera. Con la pérdida de más del 50 % de su población, la ciudad estaba llena de infraestructura abandonada, fábricas y viviendas en varios estados de deterioro. En el transcurso de dos semanas, los edificios abandonados fueron decorados con docenas de obras de arte de los artistas participantes: Stephen Powers (EE. UU.), Vhils (PT), ROA (BE), Atle Østrem (NO), Claudio Ethos (BR), E. B. Itso ( DK), Husk mit navn (DK), Horfe (FR), Ken Sortais (FR), Remed (FR) y Conor Harrington (IE). El nombre, Komafest, según Pøbel, jugaba con la idea de que "las casas se despertaban de un sueño".
El proyecto tenía como objetivo declarado involucrar a la población local; fue la inspiración de varias de las obras de arte, y uno de los muros más grandes se reservó para que los lugareños contribuyeran y crearan sus propias obras de arte. 
Como resultado de Komafest, varios de los edificios fueron comprados, renovados y reutilizados; el turismo aumentó a medida que los visitantes tenían interés en ver el arte único de la ciudad.

### Flyttebussen ("Autobús en movimiento")

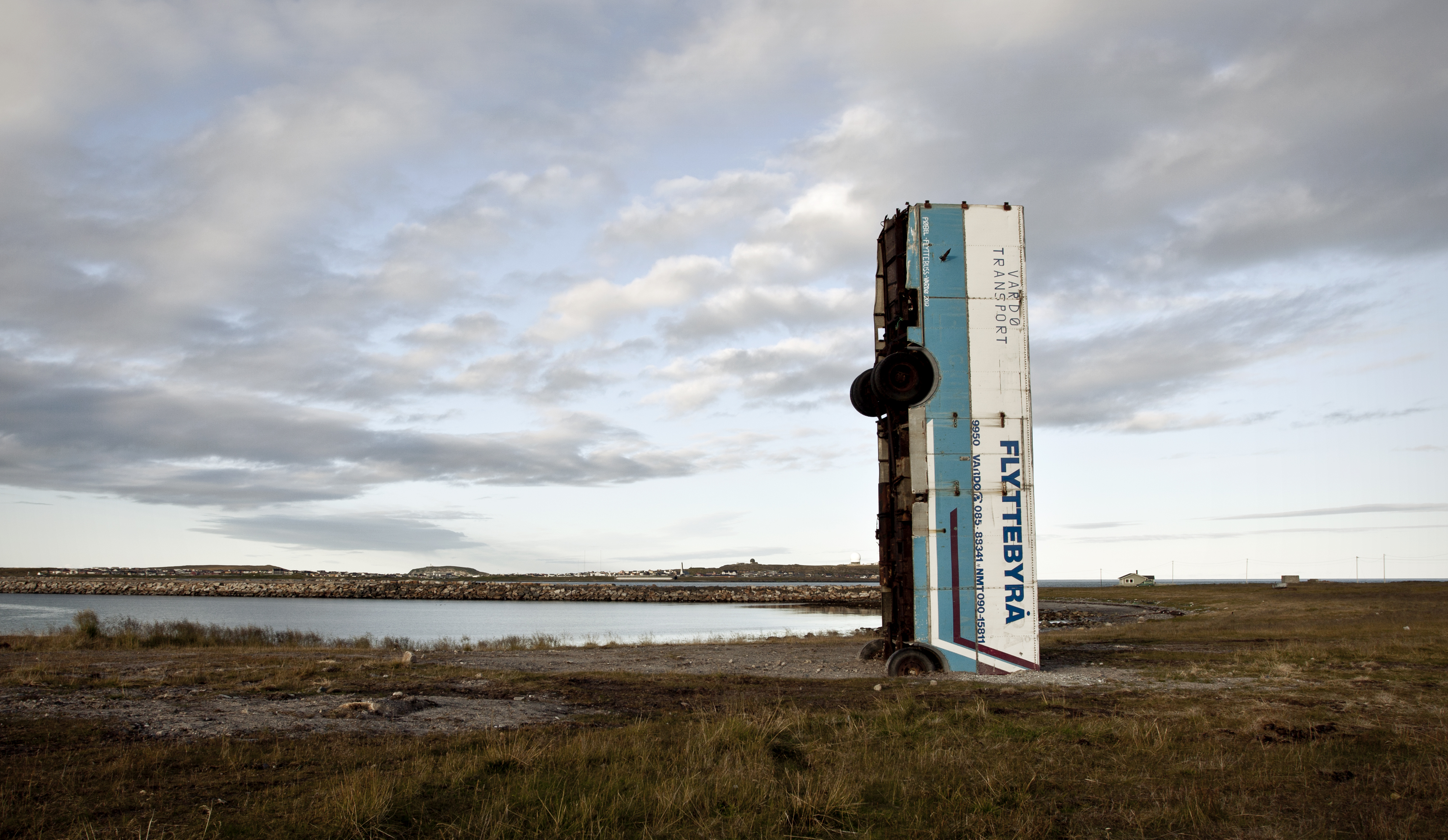
Moving bus (Flyttebussen) Pøbel, Vardø, Noruega

Al final del festival, Pøbel junto con un empresario local erigió un viejo autobús junto al túnel submarino que conduce a Vardø. El autobús había pertenecido a la única agencia de mudanzas de la ciudad y se había utilizado para transportar a varias familias y sus pertenencias fuera de la ciudad durante los años de fuerte declive demográfico. Se invitó a escuelas y organizaciones locales a contribuir con una cápsula del tiempo llena de cartas, periódicos locales, DVD y otros artefactos, que fue sellada y enterrada dentro del autobús para que no se abriera durante 50 años.

### The Blood Bank ("El Banco de Sangre")
Pøbel comenzó a trabajar en el interior de los edificios, pasando del arte urbano al arte de instalación.
Una de las calles principales de Vardø tenía varias tiendas cerradas. Pøbel compró una floristería cerrada y renovó el espacio para crear una exhibición llamada The Blood Bank; la tienda se arregló para que pareciera una galería de cubos blancos.
La exposición se convirtió en una metáfora de que los lugareños son la sangre que mantiene viva la ciudad. En lugar de invitar a artistas externos a crear el contenido de la exposición, se invitó a los locales a crear su propio arte. 150 lienzos y rotuladores rojos fueron entregados personalmente por Pøbel a ciudadanos locales que contribuyeron cada uno con sus pinturas.
The Blood Bank también fue un piloto para un proyecto más amplio, en el que diez tiendas cerradas deberían renovarse, involucrando a diez artistas de instalación, que crean un trabajo específico del sitio.

### Komafest New Chapter (Nuevo capítulo del Komafest)

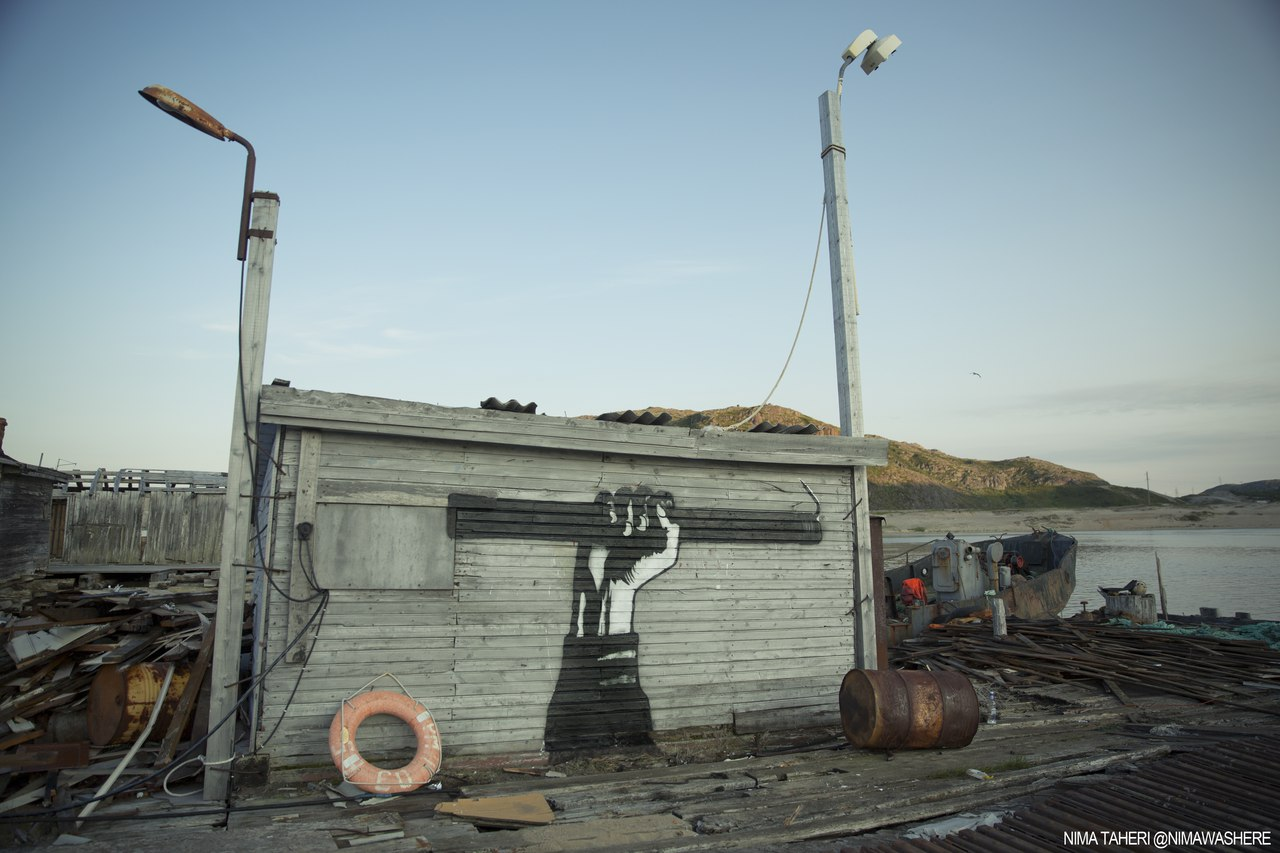
Pøbel - Teriberka,Rusia (2015)

Komafest New Chapter tuvo lugar en Teriberka, un antiguo pueblo de pescadores en la costa norte de la península de Kola en Rusia. Teriberka es una versión aún más extrema de Vardø en cuanto a la disminución de su población.
En 2015, Pøbel fue invitado a Teriberka para compartir con los lugareños las experiencias del proyecto Komafest en Vardø. Fue junto con el fotógrafo Nima Taheri para documentar las similitudes entre Teriberka y Vardø. Durante su primera vez en Teriberka, creó 12 pinturas específicas del sitio. Durante este tiempo, Pøbel también tuvo la idea de construir una biblioteca móvil, utilizando materiales reciclados y artículos personales de casas abandonadas.
En 2017, la idea de la biblioteca móvil se hizo realidad cuando un viejo camión Ural se convirtió en biblioteca móvil utilizando materiales recolectados y artículos personales de 50 casas abandonadas de familias que se habían visto obligadas a mudarse. El camión se completó y funciona; ha estado en exhibición en Oslo, Noruega.
El proyecto involucró a más de 170 personas de Noruega y Rusia durante el período 2015-2019. Los vecinos de Teriberka participaron de varias formas y contribuyeron con miles de horas de trabajo voluntario.

### MUTE
Mute es un concepto que Pøbel ha estado explorando y desarrollando durante casi una década.
En 2012, comenzó a pintar con aerosol, su ahora famoso ícono mudo, en diferentes lugares de la naturaleza.
En 2013, en Dinamarca, el ícono de silencio se usó en autos viejos que se arrojaron desde altura para capturar imágenes de objetos justo antes de un impacto destructivo.
En 2014, el ícono mudo de Pøbel apareció en las calles de Tokio, Japón.
En 2015, en Guangzhou, China, el ícono de silencio se usó en varios edificios en un barrio marginal rodeado de modernos rascacielos. El símbolo se utilizó aquí para apoyar a la población local en su protesta contra los grandes inversores que querían comprar toda la zona y convertirla en algo nuevo y moderno. Durante el proceso, Pøbel y su equipo fueron perseguidos por 20 guardias uniformados.
En abril de 2016, Pøbel pintó con aerosol el icono simbólico en la estrella de Donald Trump en el Paseo de la Fama de Hollywood en Los Ángeles. Pøbel rechazó entrevistarse con varios medios de comunicación sobre el silencio de Donald Trump, queriendo dejarlo abierto para la interpretación, pero comentó que esto era parte de un concepto más amplio en curso.

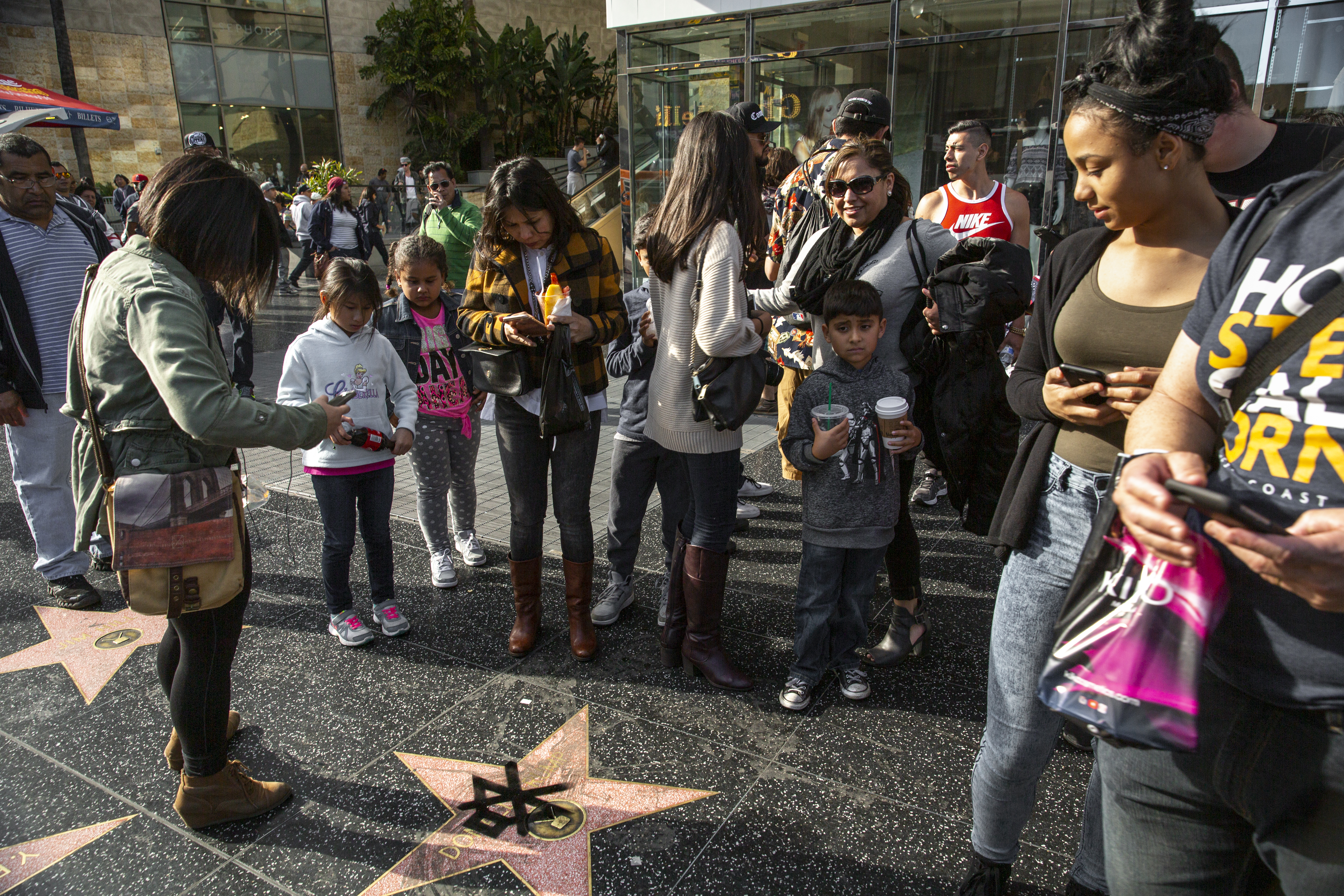
MUTE, Pøbel (Foto de Nima Taheri)

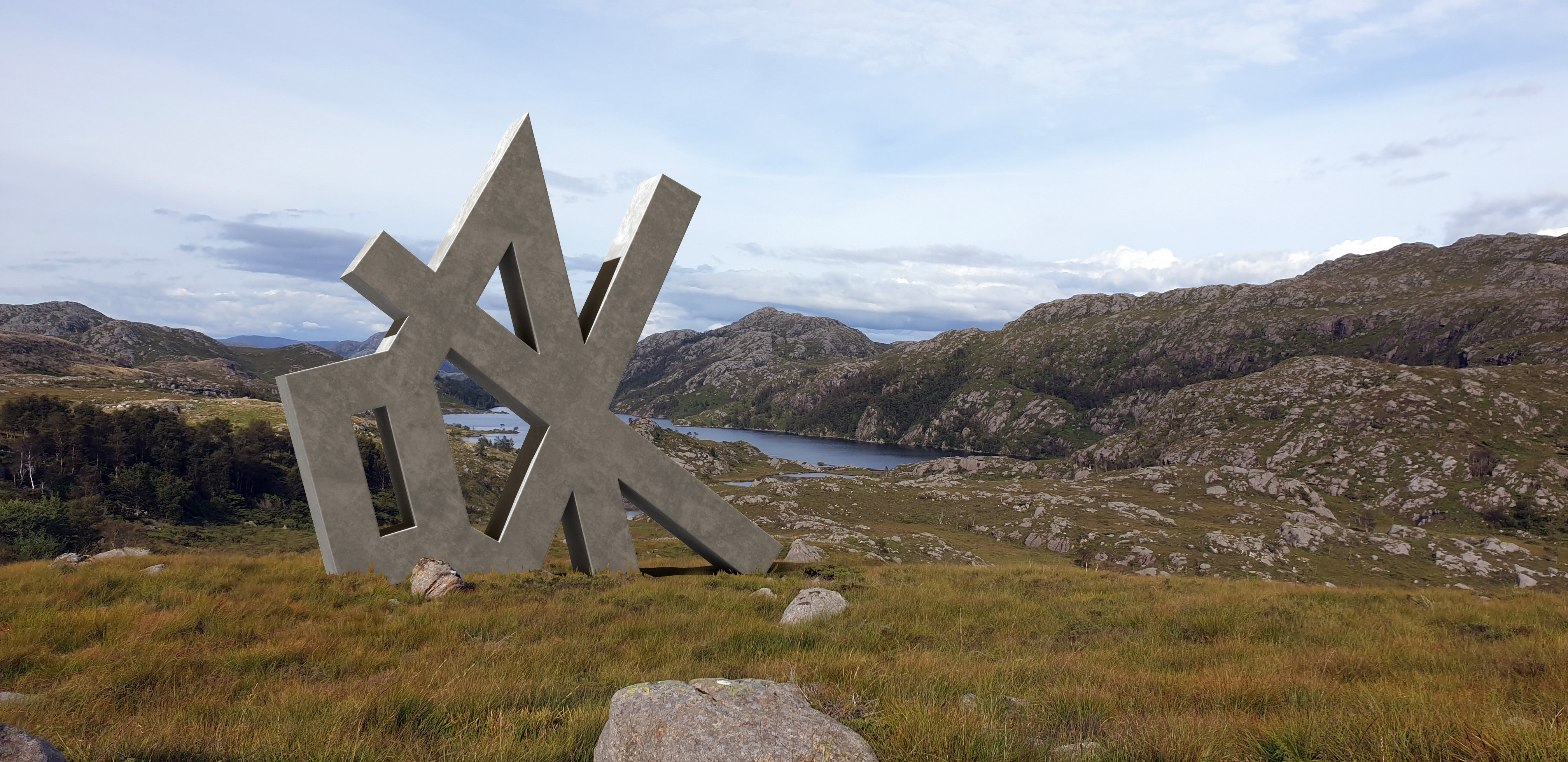
Una ilustración de lo que podría convertirse en la última incorporación de Pøbel a su concepto Mute

Desde entonces, su ícono mudo ha aparecido en varios lugares del mundo, incluidos Japón, India, Rusia, Perú y Noruega.
A fines de 2020, comenzó a trabajar en la creación de una gran escultura del ícono mudo para colocarla en la naturaleza en Noruega.

## Otras obras destacadas
Pøbel también hace plantillas e instalaciones, y ha vendido gran parte de sus obras en línea desde 2012. Pøbel tiene la filosofía de que su arte debe estar disponible para todos, también para aquellos que no pueden permitirse comprarlo.

### The Lovers ("Los amantes")
"The Lovers" apareció en una pared debajo del ferrocarril en Bryne, el 12 de marzo de 2020, el día antes de que Noruega anunciara su cierre pandémico. En mayo la obra se llevó a grabados y algunos lienzos. The Lovers despertó mucho interés y también apareció en el New York Times, además de otros medios. El lanzamiento constaba de 328 artículos y se agotó en cuestión de un minuto. Los compradores procedían de todo el mundo, incluidos India, Hong Kong, EE. UU., Oriente Medio y Noruega.

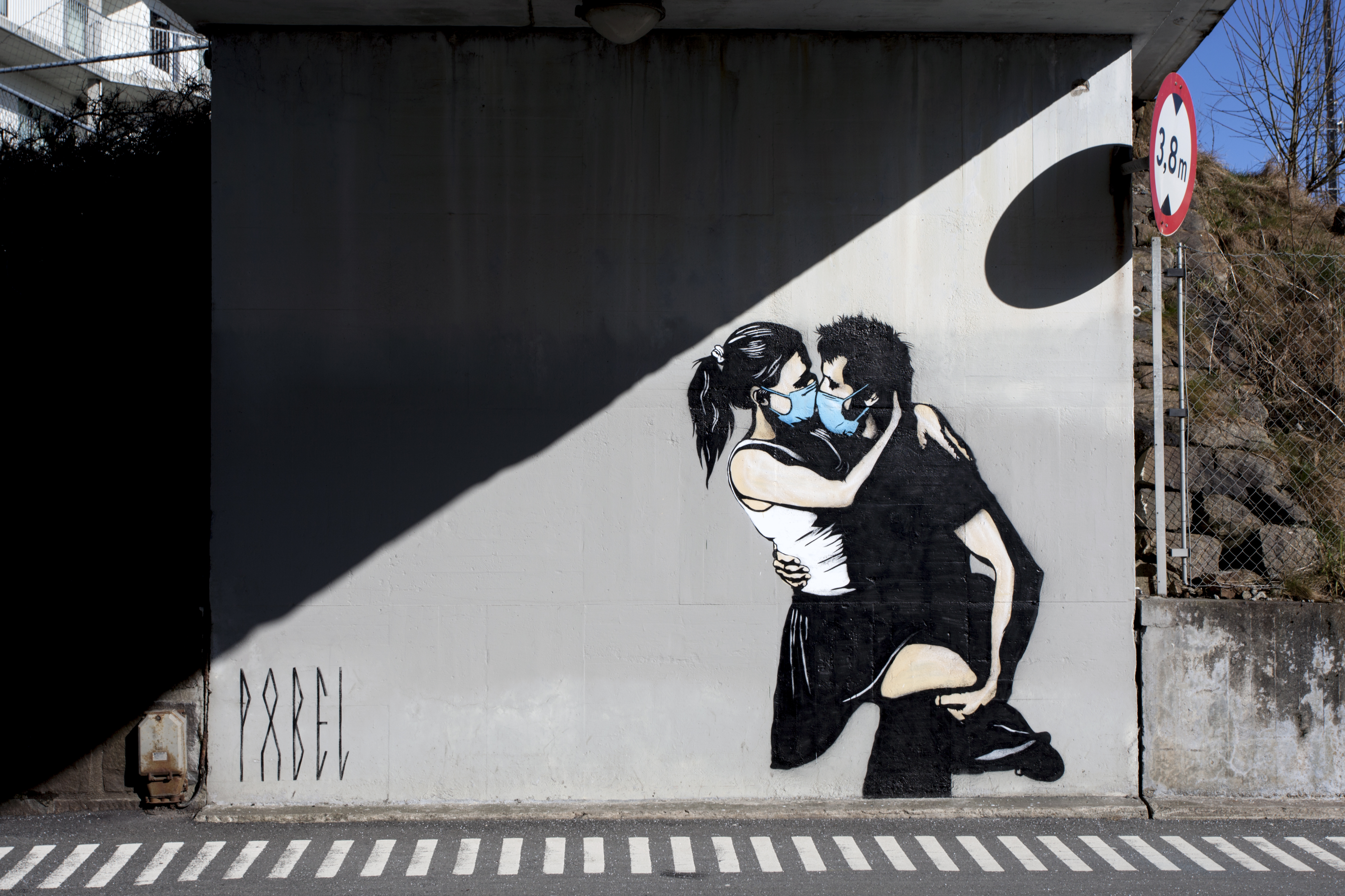
The Lovers - Pøbel, Bryne, Noruega

Una AP (prueba de artista) de "The Lovers" se subastó para apoyar a los pueblos indígenas de la Amazonia durante la pandemia de COVID-19. La AP fue vendida por $11000 a una persona en Los Ángeles, California.
Algunas copias también se donaron a una organización benéfica local llamada Ønsketransporten y se pusieron a la venta. Todos los ingresos irían destinados a la organización y su trabajo para proporcionar transporte y experiencias a personas gravemente enfermas o con fuertes minusvalías.

### NFT
En la fábrica de bikinis cerrada en Figgjo, Rogaland, el artista Pøbel roció gasolina sobre la pintura The Lovers. El valor de la pintura es de más de 300.000 coronas noruegas.
Antes de que Pøbel rociara gasolina y quemara su obra de arte, la imagen fue fotografiada en alta resolución y digitalizada. El archivo se pondrá a la venta en el mercado digital. El plan de Pøbel era que su obra de arte desapareciera en el mundo físico y se convirtiera en Crypto Art o Non-Fungible Token (NFT).
Para Pøbel, el proceso de quemar la obra de arte no es solo “destruir”, sino el arte mismo. Es explorar los límites entre el mundo digital y el físico.

### Sátira de Trump
El sábado 31 de octubre de 2020, en Halloween, Pøbel mostró una sátira de Donald Trump en unos silos de 54 metros de altura en Stavanger. La animación mostrada era de Donald Trump marchando sobre un caballo-pene gigante, y estaba inspirada en una sátira del siglo XVIII durante la Revolución Francesa.

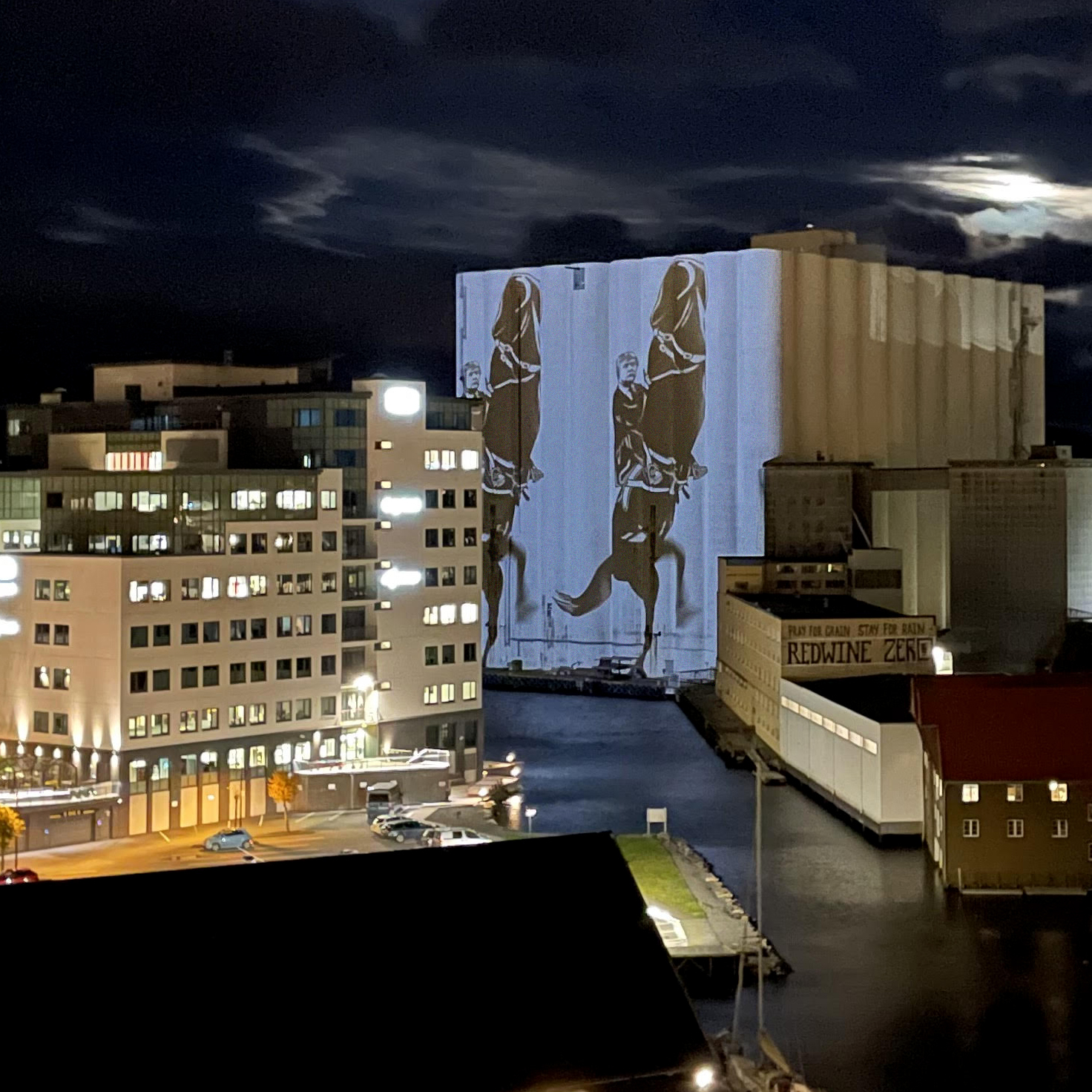
Horsepower, Pøbel, Stavanger, Noruega (Foto de Brigt Skrettingland)

### Mensaje de código QR oculto
El 16 de diciembre de 2020, Helse-Vest ("Health-West") en Noruega, envió una tarjeta de Navidad a sus 30000 empleados. El motivo de la tarjeta fue realizado por Pøbel, y contenía un código QR que llevaba al sitio web de Pøbel. 
Pero poco después de que se entregó la tarjeta, Pøbel redirigió el código QR y lo anunció en su Instagram. El código QR mostró un video donde el actor Per Kjerstad entregó un mensaje en nombre de Pøbel. El mensaje contenía críticas al sistema de salud, señalando que se vio afectado negativamente por la Nueva Gestión Pública, haciéndolo demasiado burocrático y centrado en el dinero, a expensas del trabajador regular y sus derechos.
El empleador no estaba al tanto de este mensaje, pero afirmó que la libertad de expresión es importante y también que estaban muy contentos con la fotografía de la tarjeta. Los receptores de la tarjeta sintieron que Pøbel acertó con su crítica y una enfermera declaró que deseaba que Bent Høie, el ministro de Salud de Noruega, viera el video de Pøbel.
Esta acción de Pøbel se ha convertido en objeto de análisis, como parte del plan de estudios nacional, para todos los estudiantes de último año de secundaria en Noruega. Se pide a los estudiantes que analicen el mensaje del código QR, la forma en que se creó, la forma de comunicación y los aspectos éticos ligados al caso.

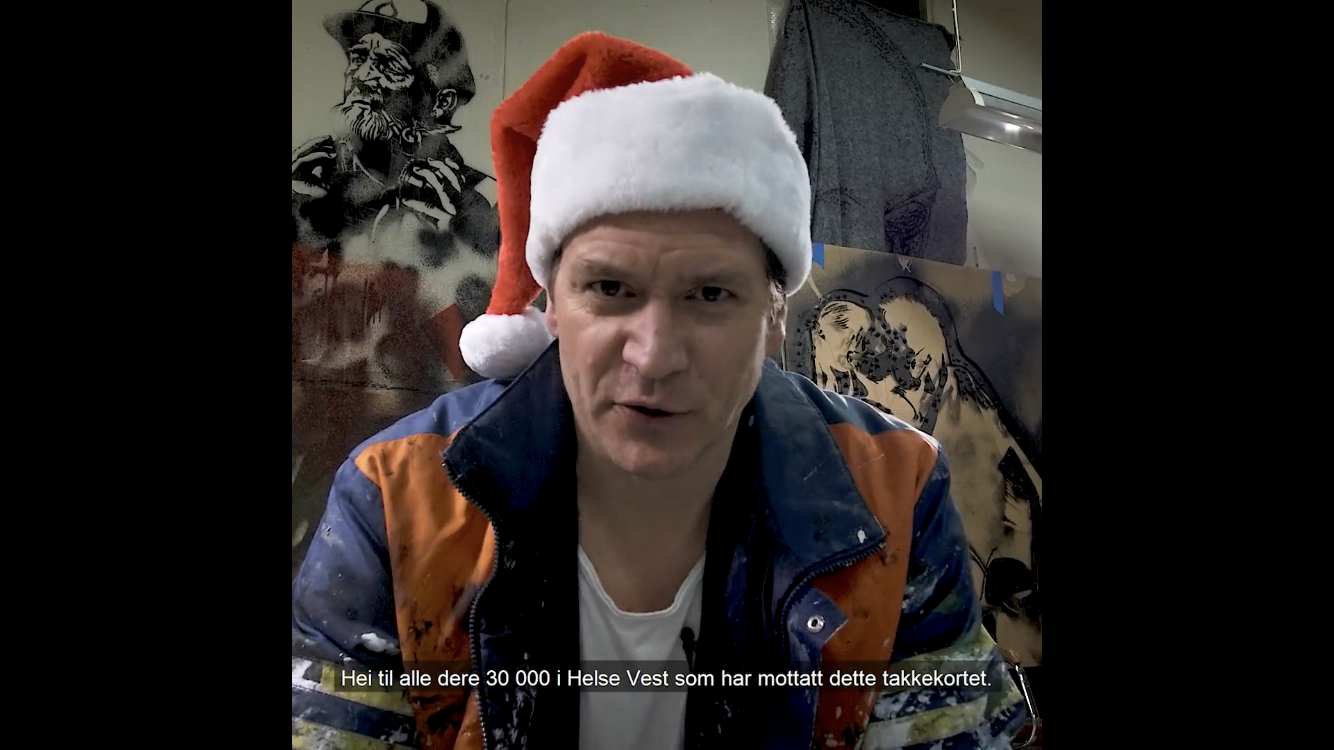
Tarjeta de Navidad para 30 000 trabajadores de la salud

### Dirty Dancing
El 11 de febrero de 2021, Pøbel decoró un gran muro de hormigón cerca del hospital de Stavanger. La pintura se inspiró en la película "Dirty Dancing" y mostraba al Ministro de Salud, Bent Høie, como Patrick Swayze levantando a un trabajador de la salud con equipo de protección completo. El Ministro de Salud lo interpretó como él, representante del pueblo, levantando a los trabajadores de la salud y elogiándolos por sus esfuerzos durante la pandemia. Pøbel afirmó que la ubicación cerca del hospital no fue una coincidencia, y que ésta era una forma para él, como artista, de dar.
Hay opiniones divididas sobre esta obra de arte. Algunos piensan que es un tributo al Ministro de Salud Bent Høie y otros que la obra lo critica con ironía, mostrando la necesidad de un aumento salarial para los trabajadores de la salud.

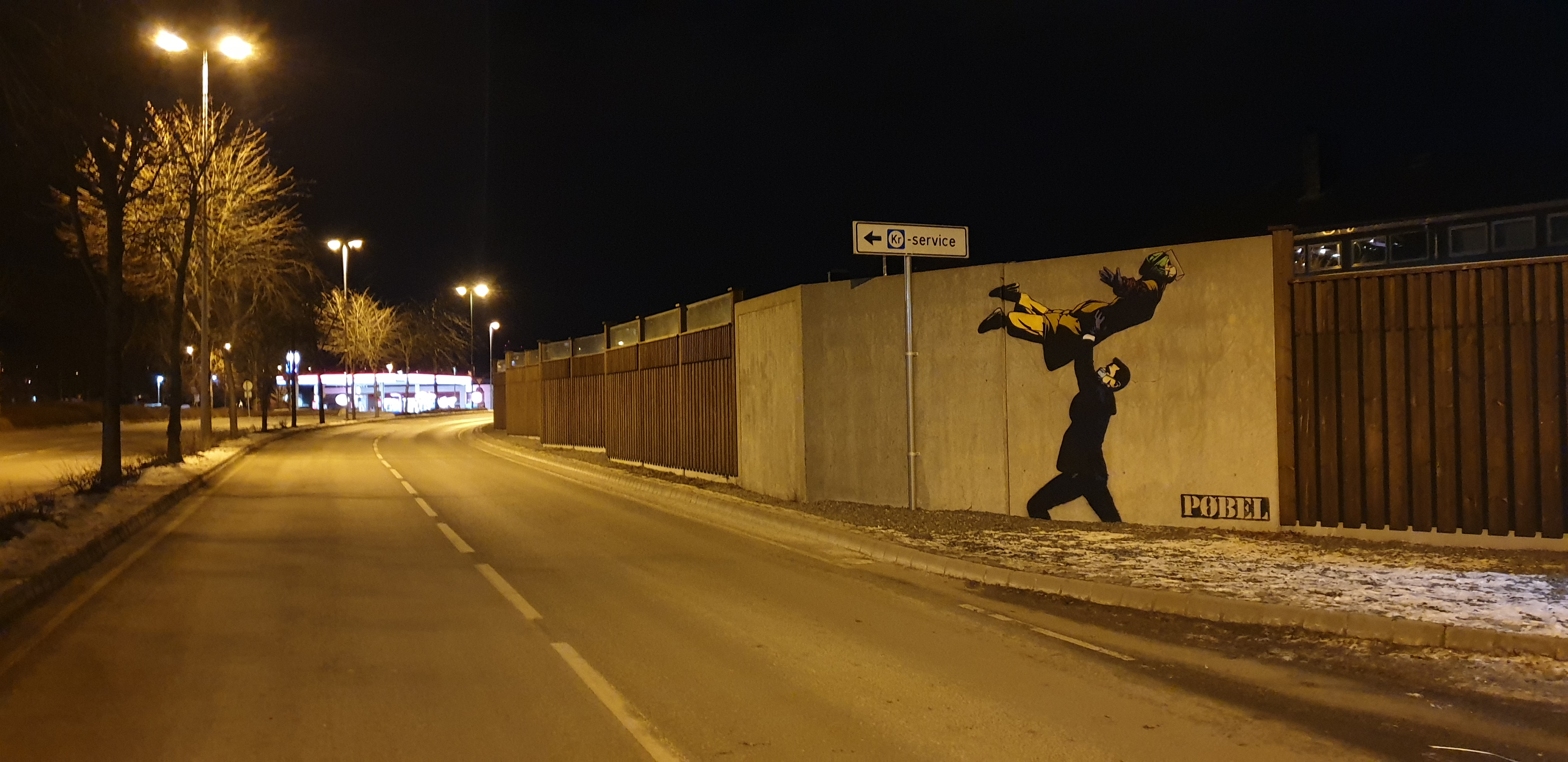
Dirty Dancing - Pøbel, Stavanger, Noruega

#### Estampados con el motivo "Dirty dancing"
Pøbel ha realizado unas 250 copias de su obra "Dirty dancing". La mitad de las impresiones se entregó a todos los hospitales de Noruega como muestra de agradecimiento hacia los trabajadores de la salud. El valor es de 135.000 dólares. La otra mitad se vendió junto con otros de sus lienzos en un sorteo, donde se donó la mitad del monto total (250.000 dólares) a los trabajadores de la salud en Noruega. 

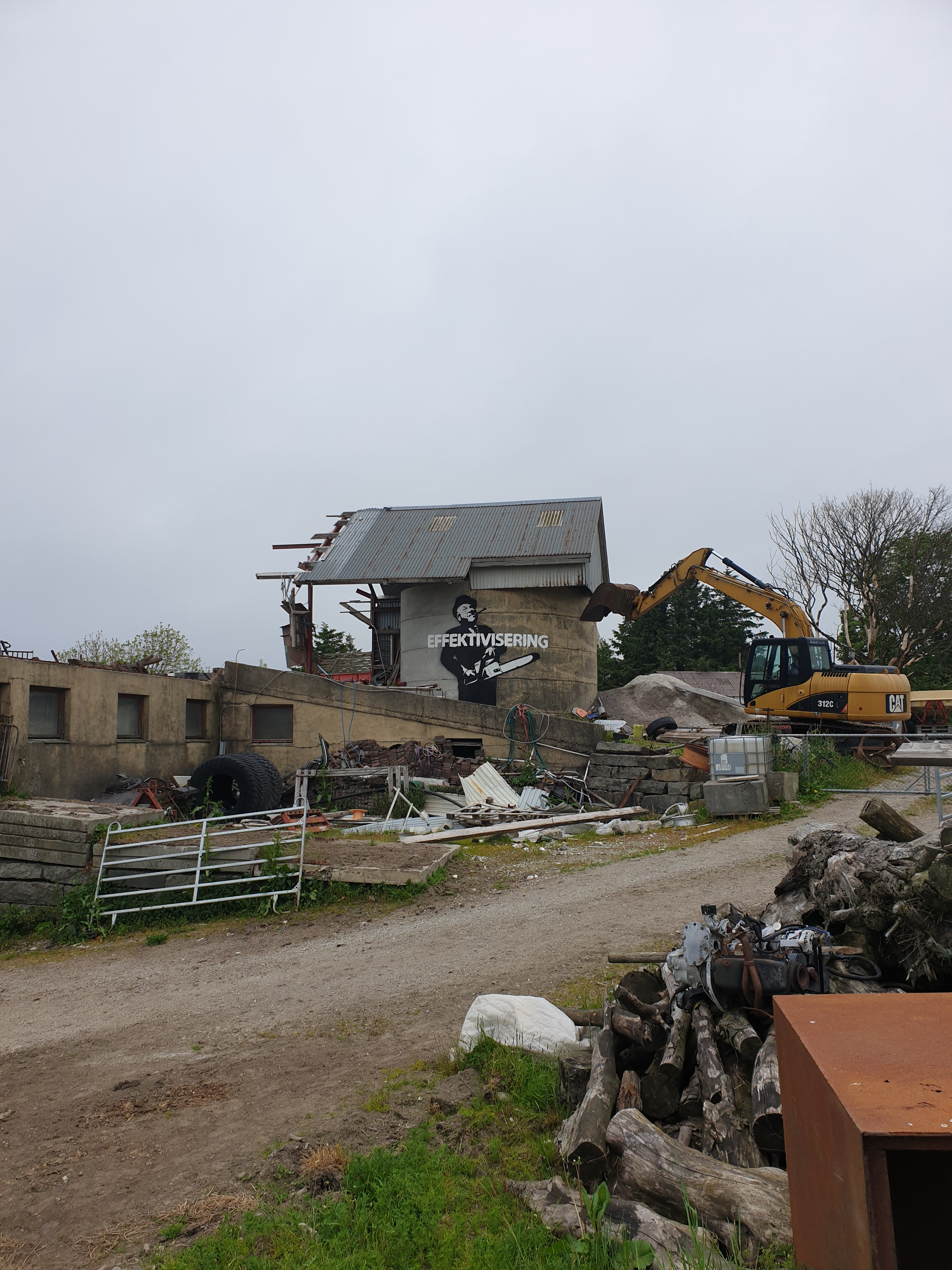
Granero cortado en dos - Pøbel

El resto del dinero se iba a destinar a un nuevo estudio y un gran proyecto de agua potable para los indígenas en la selva amazónica.

### Granero cortado en dos
Esta obra apareció junto a la carretera Fylkesveg 44. El dueño le dio permiso a Pøbel para llevar a cabo su idea: pintó a Egon Olsen que ríe con un cigarro sosteniendo una motosierra, allí también escribe “Eficiencia” (Effektivisering) en la pintura. 
Esta vez Pøbel quería llamar la atención sobre la agricultura noruega (alrededor de 10 000 granjas desaparecieron entre 2007 y 2017).

## Reconocimientos
El 20 de marzo de 2022, Pøbel recibió el Premio Honorario 2021 del Municipio de Time. 
El artista, que permanece en el anonimato, envió a recibir su premio a una pequeña niña vestida de un personaje de fantasía.